# Sæmundr Sigfússon
Sæmundr Sigfússon, o Sæmundr fróði (che in norreno significa "Sæmundr il Saggio"; 1056 – 1133), è stato uno scrittore e presbitero islandese.

## Biografia
È noto che studiò all'estero; precedentemente si è ritenuto che egli avesse studiato in Francia, ma gli studiosi moderni pensano invece che i suoi studi si siano svolti in Franconia. In Islanda fondò una scuola che durò a lungo ad Oddi. Era un membro del clan degli Oddaverjar; ebbe un figlio, Loftur Sæmundsson.
Sæmundr scrisse un'opera, probabilmente in latino, una saga dei re sulla storia dei re di Norvegia; l'opera è oggi perduta, ma fu utilizzata come fonte da altri autori a lui successivi, tra cui Snorri Sturluson. Il poema Nóregs konungatal è un riassunto dell'opera di Sæmundr. Sæmundr è stato ritenuto tradizionalmente anche l'autore, o più probabilmente l'editore, dell'Edda poetica, ma oggi quest'ipotesi non è più accettata.
Nel folclore islandese, Sæmundr è un personaggio che ingannò ripetutamente il diavolo, riuscendo così a ottenere una vita molto più lunga del normale.